# BJ・マレー
バートラム・ジェラルド・アルフォンゾ・マレー・ジュニア（Bertram Gerard Alfonzo Murray Jr., 2000年1月5日 - ）は、バハマのナッソー出身のプロ野球選手（内野手）。右投両打。MLBのシカゴ・カブス傘下所属。

## 経歴
バハマのナッソーで生まれ、14歳の時にアメリカ合衆国フロリダ州へ移住した。
2021年のMLBドラフト15巡目（全体454位）でシカゴ・カブスから指名され、プロ入り。契約後、傘下のルーキー級アリゾナ・コンプレックスリーグ・カブスでプロデビュー。16試合に出場して打率.286、2本塁打、8打点、2盗塁を記録した。
2022年はA級マートルビーチ・ペリカンズとA+級サウスベンド・カブスでプレーし、2チーム合計で95試合に出場して打率.286、8本塁打、53打点、8盗塁を記録した。オフにはアリゾナ・フォールリーグに参加し、メサ・ソーラーソックスに所属した。
2023年はシーズン前、第5回WBC予選のイギリス代表に選出された。シーズンではAA級テネシー・スモーキーズでプレーし、124試合に出場して打率.263、16本塁打、74打点、14盗塁を記録した。また、7月にはオールスター・フューチャーズゲームのナショナルリーグ選抜に選出された。

## プレースタイル
打撃では左右両打席からの長打力を売り物としている。本職は三塁手だが、2022年から一塁手としての出場も増えている。

## 詳細情報

### 記録
MiLB
- オールスター・フューチャーズゲーム選出：1回（2023年）

### 代表歴
- 2023 ワールド・ベースボール・クラシック・イギリス代表